# Malik Beyleroğlu
Malik Beyleroğlu (ur. 21 stycznia 1970) – turecki bokser kategorii średniej. Na letnich igrzyskach olimpijskich w Atlancie w 1996 roku zdobył srebrny medal. W finale uległ Arielowi Hernándezowi z Kuby.

## Wyniki na igrzyskach olimpijskich
LIO 1996
| Konkurencja  | Runda pierwsza | Runda druga         | Ćwierćfinały            | Półfinały              | Finał                   | Klas. końcowa |
| Konkurencja  | Runda pierwsza | Runda druga         | Ćwierćfinały            | Półfinały              | Finał                   | Miejsce       |
| ------------ | -------------- | ------------------- | ----------------------- | ---------------------- | ----------------------- | ------------- |
| waga średnia | Wolny los W    | Zsolt Erdei (HUN) W | Tomasz Borowski (POL) W | Mohamed Bahari (DZA) W | Ariel Hernández (CUB) P | 2.            |